# Andreas Heineke

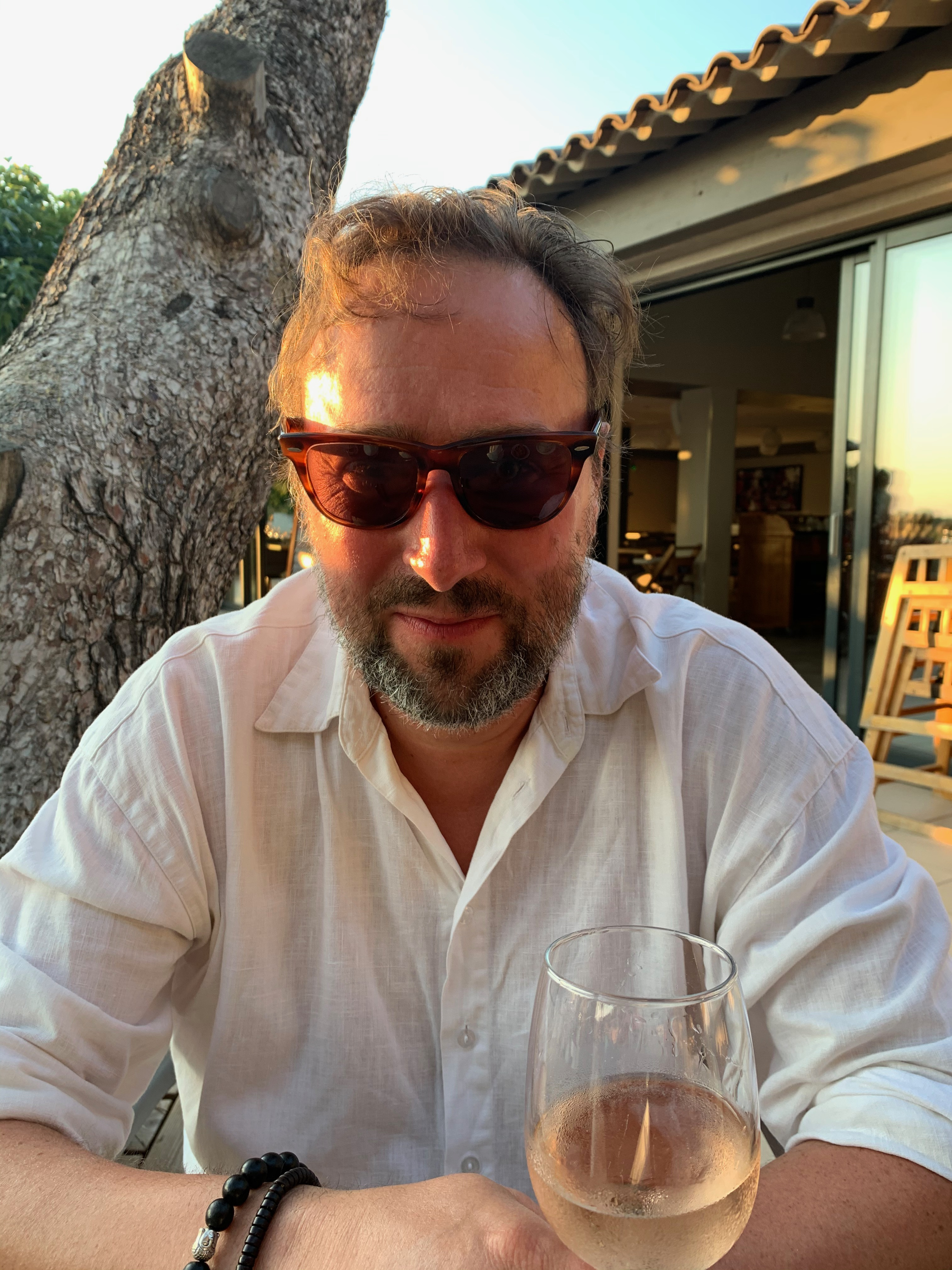
Andreas Heineke (2021)

Andreas Heineke (* 8. Juli 1967 in Hamburg) ist ein deutscher Autor und Filmemacher. Bekannt ist er vor allem durch seine Provence-Krimireihe à la Provence (Emons Verlag) um den Dorf-Gendarmen Pascal Chevrier und durch seine NDR Dokumentationen unter anderem über Peter Maffay, Johannes Oerding oder ABBA.

## Leben und Wirken

### Radio
Heineke gehörte in den später 1980er-Jahren zu den ersten Mitarbeitern des Hamburger Radiosenders OK Radio. In seiner ersten Sendereihe City Funk widmete er sich aktuellen Soul- und Funk-Titeln. Während seines Volontariats bei diesem Sender wurde er zusammen mit seinem Moderations-Partner Sascha Oliver Martin durch die Wunschsendung Wish You What bekannt. Später moderierte er viele Musikspezialsendungen, arbeitete als Konzertreporter, Musikjournalist und moderierte die erste Alternative Rocksendung New Rock Countdown.

### Fernsehen
Nach seinem Wechsel zum Fernsehen im Jahr 1995 arbeitete Heineke zunächst als Musikberater für den Musiksender Viva Zwei und ging ein Jahr später als Musikchef für 11 Europäische Länder zu MTV Germany, für den er während der ersten Jahre in London und Hamburg tätig war.
2002 wurde Redakteur bei der ZDF-Sendung Johannes B Kerner, arbeitete zunächst als Talkshow-Redakteur, Filmemacher und Koch-Show-Autor für Kerners Köche. 2010 wirkte er als Reporter für das Schleswig-Holstein Magazin des NDR und wechselte 2011 von Kiel nach Hamburg, wo er sieben Jahre als NDR Talk Show für Bettina Tietjen, Eckart von Hirschhausen, Alexander Bommes und Jörg Pilawa arbeitete.
Seit 2013 drehte er Dokumentationen, unter anderem über König Carl Gustaf von Schweden, ABBA, Mike Krüger, Tamme Hanken und Johannes Oerding sowie 2024 für die ARD den Film maffay. über Peter Maffay. Außerdem produziert er seit 2014 Einspieler für die ZDF-Sendung Der Quiz Champion. 2017 realisierte er als Drehbuchautor und Regisseur die achtteilige Dokumentation Tatorte der Reformation mit Julian Sengelmann, eine Gemeinschaftsproduktion des MDR, NDR, WDR, SWR und des Schweizer Fernsehens.
Zudem arbeitete Heinike unter anderem als Filmemacher für den Deutschen Fernsehpreis, für das RTL-Format Justice und produzierte Musikvideos und TV-Beiträge.

### Plattenlabel
1998 gründete Heineke zusammen mit Björn Mathes, Ole Olsen und Christian Rating das erste Plattenlabel im Internet Virtual Volume.

### Buchautor
Zunächst schrieb Heineke Sachbücher, auch als Ghostwriter. Seit 2017 wurde er als Krimiautor bekannt. Er schreibt Provence-Krimis rund um den Dorf-Gendarmen Pascal Chevrier. Dabei hat jedes seiner Bücher neben der Kriminalhandlung eine zweite Ebene zu historischen Ereignissen oder Personen. Es geht um Kunstfälscher, den französischen Weinanbau oder um Fast Fashion. Mit seinen Büchern veranstaltet er deutschlandweit Lesungen.
Gemeinsam mit seinem Bruder, dem Fotografen Sven Heineke, erschien außerdem ein Reiseführer über Dithmarschen.

## Bücher
Sachbücher
- mit Ute Nerge: Ein Regenbogen zu den Sternen. Aus dem Wunsch zu helfen wird das Kinder-Hospiz Sternenbrücke in Hamburg. Als Ghostwriter. Diana Verlag 2011, ISBN 978-3-453-29116-4.
- mit Christian Löwendorf: Sie haben Ihr Baby am Airport vergessen. Mein verrücktes Leben am Last-Minute-Schalter. Edel Books, Hamburg 2015, ISBN 978-3-8419-0324-2.
- mit Vera Kaesemann: Liebe – kälter als der Tod. Einem Narzissten verfallen. Erlebnisbericht. Goldmann, München 2016, ISBN 978-3-442-17562-8.
- mit Sven Heineke: 111 Orte in Dithmarschen die man gesehen haben muss. Emons Verlag, Köln 2020, ISBN 978-3-7408-0854-9.

Krimis
- Tod à la Provence. Emons Verlag, Köln 2017, ISBN 978-3-7408-0059-8.
- Versuchung à la Provence. Emons Verlag, Köln 2019, ISBN 978-3-7408-0514-2.
- Fälschung à la Provence. Emons Verlag, Köln 2021, ISBN 978-3-7408-1125-9.
- Auslese à la Provence. Emons Verlag, Köln 2023, ISBN 978-3-7408-1687-2.

## Filmografie (Auswahl)
- 2011: diverse Filme für das Kerner Magazin (Treatments, Regie und Realisation, Sat1)
- 2012: ca. 30 Magazinbeiträge für das Schleswig-Holstein Magazin (Treatments, Dreh, Schnitt und als Sprecher)
- 2013: Ein Abend für Silvia und Carl Gustaf (Drehbuch und Regie, NDR)
- 2014: Happy Birthday ABBA (Drehbuch und Regie, NDR)
- 2016: Nordabend: Mein Gott Walther – Supernase Mike Krüger wird 65 (Drehbuch und Regie, NDR)
- 2016: Die größten Tragödien (Schnitt; Kabel Eins)
- 2016: Schnitt: Sitzheizung gibt’s nicht, mit Michael Kessler (Schnitt; ZDF Neo)
- 2017: Tatorte der Reformation (Drehbuch und Regie, MDR, NDR, WDR, SWR, Schweizer Fernsehen)
- 2017: Nordabend: Tamme Hanken – Ein Leben für die Tiere (Drehbuch und Regie; NDR)
- 2018: O Du fröhliche – Geschichte eines Weihnachtsliedes (Drehbuch und Regie, NDR)
- 2018: Justice Reportage: Wildschweine im Pool (Drehbuch und Regie, RTL)
- 2018: Justice: Störenfriede und Querulanten (Drehbuch und Regie, RTL)
- 2019: Heimatküche (Drehbuch und Regie, NDR)
- 2021: Na siehste (Recherche, NDR)
- 2021: Der Deutsche Fernsehpreis: Einspielfilme (Drehbuch und Regie, RTL)
- 2021–2022: Die NDR Talkshow mit Bettina Tietjen und... (Autor)
- 2022: Träumer.Macher.Oerding! (Drehbuch und Regie, NDR)
- 2022: Das Chorexperiment. Abschlussfilm für NDR Kultur (Schnitt, NDR)
- 2022: Einspieler für den Deutschen Fernsehpreis (Drehbuch und Regie, ZDF)
- 2022: Ich klick das hin (Regie, RTL)
- 2023: Justice: Long Covid (Drehbuch und Regie, RTL)
- 2024: maffay. Die Peter Maffay Doku 2024 (Drehbuch und Regie, ARD)
- 2024: Die Nordreportage: Schausteller – Leben für den Jahrmarkt (Drehbuch und Regie, NDR)